# VideoPoet
 (mai 2024).
VideoPoet est un grand modèle de langage développé par Google Research en 2023 pour la génération de vidéos,,. Le modèle accepte des requêtes sous forme de texte, d'images ou de vidéos. On peut par exemple lui demander d'animer des images fixes. VideoPoet a été annoncé publiquement le 19 décembre 2023.